# القلعة الأخيرة
القلعة الأخيرة (بالإنجليزية: The Last Castle)‏ هو فيلم أكشن ودراما أمريكي من إنتاج عام 2001. الفيلم من إخراج رود لوري وبطولة روبرت ريدفورد وجيمس غاندولفيني ومارك رافالو وديلروي ليندو.
يحكي الفيلم الصراع بين سجناء ومأمور سجن عسكري، حيث يتم إحضار الجنرال إيروين للسجن بعد محكمة عسكرية وحكم عليه بالسجن للعصيان، يتحدى قائد السجن، وهو عقيد، على المعاملة التي لقيها السجناء. بعد حشد وتعبئة السجناء، يقود الجنرال السابق انتفاضة تهدف إلى السيطرة على السجن.

## القصة
يُؤْتَى بالجنرال يوجين إيروين (روبرت ريدفورد) إلى سجن عسكري شديد الحراسة، لتنفيذ حكما بالسجن لمدة عشر سنوات بسبب (انتهاك أمر رئاسي) حيث قام بإرسال قوات أمريكية في مهمة في بوروندي، مما أسفر عن مقتل ثمانية جنود. العقيد وينتر (جيمس غاندولفيني)، قائد السجن، هو معجب كثيراً بالجنرال ولكن سمع بالمصادفة لتعليق من إيروين ينتقد فيه جمع العقيد وينتر التحف الثمينة العسكرية كثيراً، واصفا إياه بأنه لم يخض معركة فعلية في أي وقت مضى من حياته.
وينتر، الذي لم ير قتالاً في حياته، يستاء من الملاحظة، إعجابه بإيروين يتلاشى بسرعة. في إحدى الأيام، يعاقب إيروين بقسوة بعد إيقاف حارس من ضرب سجين، السجين هو العريف رامون أغويلار (كليفتون كولينز جونيور)، حيث ارتكب خطأ بعد أداء التحية العسكرية لإيروين في ساحة السجن.
بعد الاستمرار في مراقبة أعمال القسوة، يحاول إيروين توحيد السجناء من خلال بناء «جدار قلعة» من الحجر والملاط في ساحة السجن، التي تشبه كثيراً قلعة من القرون الوسطى. الحسد من احترام السجناء لإيروين يظهر بوضوح، حيث يأمر وينتر حراسه بتدمير الجدار. أغويلار، والذي أسهم كثيراً في بنائه، يقف أمام الجرافة. ة ينتر يأمر قناص بإطلاق رصاصة مطاطية غير قاتلة في رأس أغويلار، مما أدت إلى مقتله.
بعد تدمير الجدار، يقدم إيروين والسجناء العزاء النهائي لأغويلار. يحاول وينتر في وقت لاحق ترضية إيروين، لكن يخبره إيروين أنه عار على الزي العسكري ويطالبه بتقديم استقالته.
يبدأ السجناء بالتصرف مثل الجنود مع إيروين، باستخدام كلمات رمزية وحركات شبه عسكرية، مما أثار غضب القائد وينتر يتحدث وينتر إلى سجين مكروه من باقي السجناء اسمه ييتس (مارك روفالو)، وهو ضابط سابق وطيار كان يقود مروحية أباتشي، أدين بإدارة عصابة تهريب المخدرات. يقوم وينتر برشوة ييتس للإبلاغ عن خطط إيروين في مقابل تخفيف الحكم بسجنه.
يضع إيروين خطة لجعل السجن في حالة من الفوضى. وكان ينتوي أن يظهر لصديق، العميد ويلر (ديلروي ليندو)، ضابط أعلى رتبة من القائد، أن القائد لا يصلح لإدارة السجن، وينبغي عزله من القيادة بموجب القانون الموحد للقضاء العسكري. خلال الزيارة، القائد وينتر يتلقى رسالة تهديد خطف العميد ويلر من قبل السجناء. يأمر وينتر رجاله بالتصرف، وينتر يكتشف أن المخطط كان وهمي. إيروين كان هو من دبر ذلك المخطط للكشف عن كيف سيكون رد فعل حراس السجن خلال الانتفاضة الفعلية.
ييتس يصبح مفتاح الخطة، حيث يكلف بسرقة العلم الأمريكي من مكتب مأمور والاستيلاء على مروحية من نوع يو إتش-1 إركويس المستخدمة من قبل الحراس. ثم تبدأ ثورة السجناء.
باستخدام بعض الأسلحة بدائية، (بعضها سشبه أسلحة القرون الوسطى، مثل المنجنيق) وخطط عسكرية، يستولي السجناء على عربة مدرعة وطائرة الهليكوبتر. ويتصل السجناء بمقر ويلر لإبلاغه عن أعمال الشغب بالسجن. يصبح لدى وينتر القليل من الوقت لاستعادة السيطرة على السجن قبل وصول ويلر لرؤية السجن تحت الحصار. يأمر وينتر باستخدام الذخيرة الحية ضد السجناء.
وينتر يعرف من ييتس أن هدف إيروين النهائي هو رفع العلم الأمريكي رأسا على عقب، (إشارة قديمة تعني الوقوع في محنة). ينجح رجال إيروين في خلق الفوضى ولكن يواجهوا في نهاية المطاف أعداد هائلة من الحراس، مسلحين بذخيرة حية. يعرفوا أن مزيد من المقاومة يعني فقط حدوث مجزرة، إيروين يأمر السجناء بإيقاف المقاومة. ينجح وينتر في إيقاف الانتفاضة، ولكن على الرغم من ذلك إيروين يذهب شخصياً لرفع العلم.
بعدما عجز عن إيقافه، يأمر وينتر رجاله بإطلاق النار على إيروين قبل رفع العلم الأمريكي رأسا على عقب. يرفض رجاله القيام بذلك بناء على أوامر من مساعد وينتر، النقيب بيرتس. لا يتمكن وينتر من إقناع أي شخص آخر بتنفيذ أوامره، مما يجعله يطلق النار على إيروين بنفسه ويقتله.
يضع بيرتس القائد وينتر رهن الاعتقال. يقوم السجناء بتحية العلم، ويرى وينتر أن إيروين قد رفع العلم بالطريقة الصحيحة. يرفرف فوق جدران السجن كما يصل العميد ويلر ويقود العقيد وينتر بعيدا مكبل اليدين. وتنتهي القصة مع السجناء ببناء جدار جديد كنصب تذكاري لرفاقهم الذين سقطوا. أسماء أغيولار وإيروين هي من بين تلك المنحوتة على جدار القلعة.

## طاقم التمثيل
- روبرت ريدفورد: (الجنرال إيروين)
- جيمس غاندولفيني: (العقيد وينتر)
- مارك رافالو: (ييتس)
- ديلروي ليندو: (العميد ويلر)
- ستيف بيرتون: (النقيب بيرتس)
- بول كالديرون: (ديلو)
- كليفتون كولينز جونيور: (أغويلار)
- روبين رايت: (روزالي - ابنة الجنرال إيروين)

## وصلات خارجية
- القلعة الأخيرة على موقع IMDb (الإنجليزية)
- القلعة الأخيرة على موقع ميتاكريتيك (الإنجليزية)
- القلعة الأخيرة على موقع روتن توميتوز (الإنجليزية)
- القلعة الأخيرة على موقع نتفليكس (الإنجليزية)
- القلعة الأخيرة على موقع قاعدة بيانات الأفلام العربية
- القلعة الأخيرة على موقع ألو سيني (الفرنسية)
- القلعة الأخيرة على موقع Turner Classic Movies (الإنجليزية)
- القلعة الأخيرة على موقع أول موفي (الإنجليزية)
- القلعة الأخيرة على موقع بوكس أوفيس موجو (الإنجليزية)
- القلعة الأخيرة على موقع فيلمافينيتي (الإسبانية)